# Дім літератури Ааргау
Дім літерату́ри Аарга́у (Аарга́уський дім літерату́ри, Аарга́уський літерату́рний дім, Літерату́рний дім Аарга́у; нім. Aargauer Literaturhaus) — культурний заклад у Ленцбурзі (кантон Ааргау, Швейцарія), що займається популяризацією літератури та літературних практик. Регулярно проводить авторські виступи, читацькі конференції, літературні курси для різного віку. Заснований 2004 року. Розміщений у міському культурному центрі — Будинок Мюллерів — пам'ятці архітектури XVIII століття, одній із головних пам'яток у списку об’єктів культурної спадщини Ленцбурга.
При Домі літератури функціонує одномісна письменницька резиденція (з правом проживання до трьох місяців) — студія «Ательє Мюллерхаус» (нім. Atelier Müllerhaus).

## Історія
Мюллерхаус — триповерховий ранньокласичний особняк на вулиці Блайхерайн, 7, «найкрасивіший будинок в Ааргау» за пів кілометра від пагорба з Ленцбурзьким замком — був побудований 1785 року на замовлення ленцбурзького бавовняного промисловця Готліба Гюнерваделя бернським архітектором Карлом Агасфером фон Зіннером. 1903 року, після економічного занепаду династії Гюнерваделів наприкінці XIX століття, будівлю, що стояла порожньою, придбав лікар Адольф Мюллер-Фішер (нім. Adolf Müller-Fischer), який відкрив там свою медичну практику та оселився з сім'єю на другому поверсі. З 1987 року пам'ятка архітектури належить культурно-благодійному Фонду доктора Ганса Мюллера (1897—1989) і Гертруди Мюллер (1901—2001) — дітей та спадкоємців А. Мюллер-Фішера (нім. Stiftung Dr. Hans Müller und Gertrud Müller). 2004 року, в порядку реалізації громадянської ініціативи, підтриманої Фондом Мюллерів і Опікунською радою Аргау (нім. Aargauer Kuratorium), з 2010 року головним фінансовим партнером установи), Мюллерхаус став офіційною адресою кантонального Дому літератури.

## Діяльність
Під егідою Дому, що позиціонує себе як «місце для Слова, місце для зустрічей читачів і письменників, гостинний дім для літератури та відданих їй людей» (нім. Ein Ort fürs Wort, ein Treffpunkt für Lesende und Schreibende, ein gastliches Haus für Literatur und Menschen, die ihr zugewandt sind), регулярно проводяться виступи відомих авторів, читацькі конференції, курси письменницької майстерності та зацікавленого критичного читання для дітей, молоді та дорослих, інші літературні заходи національного та міжнародного рівня.
Тричі на рік відомий зарубіжний письменник або перекладач має змогу скористатися для відпочинку та творчості тримісячною резиденцією при Домі Літератури — студією «Ательє Мюллерхаус» — на персональне запрошення керівництва Дому. Гостями студії були Феліцітас Гоппе (Німеччина), Марсель Баєр (Німеччина), Сесіль Вайсброт (Франція), Ольга Грязнова (Німеччина), Маріон Пошманн (Німеччина), Курт Драверт (Німеччина), Юлія Рабинович (Австрія), Зільке Шоєрманн (Німеччина), Стефан Томе (Німеччина), Ярослав Рудіш (Чехія), Урсула Крехель (Німеччина), Томас Хеттхе (Німеччина), Мірко Бонне (Німеччина), Лутц Зайлер (Німеччина), Міхаель Ставарич (Австрія), Барбара Хонігманн (Німеччина), Міхаель Клєєберг (Німеччина), Ян Конеффке (Німеччина), Марія Сесілія Барбетта (Німеччина) та інші автори.
Згідно з програмним маніфестом Дому, його першочергове завдання — «не міфологізувати літературну практику як „демократичну“, а зробити її яскравою та загальнодоступною. Сьогодні Дім літератури замінює собою ще й дім серіалів, фільмів, відеоігор і подкастів — у ньому архівують, вивчають, поширюють і пропагують культурну техніку оповіді, чиї тропи та меми давно вийшли за межі всіх медійних кордонів. Таким чином, Дім літератури — це дім із відчиненими дверима: майстерня, яка не просто опосередковує літературу, а й співпороджує та інкубує її всередині себе».

## Керівники
- 2004—2011 — Андреас Неєзер[de] (нім. Andreas Neeser)[7]
- 2010 (тимчасово) — Свенья Геррманн[de] (нім. Svenja Herrmann), Мартіна Куоні (нім. Martina Kuoni)[7]
- 2012—2013 — Зібілле Біррер (нім. Sibylle Birrer)[7]
- 2013—2022 — Беттіна Шперрі[de] (нім. Bettina Spoerri)[7]
- З 2022 — Седрік Вайдманн (нім. Cédric Weidmann)[7])